# Dart Trucks
 (novembre 2022).
Dart Trucks est un ancien constructeur américain de camions et de matériel agricole.

## Histoire

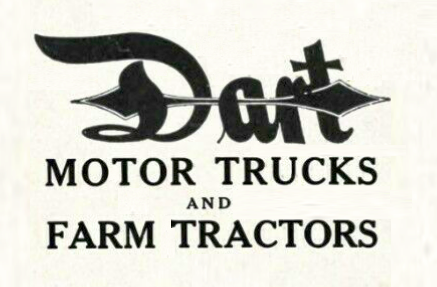
Logo de Dart en 1920.

En 1903, un premier camion à grandes roues avec un moteur de 4 cylindres sous le plancher, une double transmission par chaîne, de 0,5 tonne de charge utile, est produit à Anderson, dans l'Indiana.
En 1907, la firme ouvre une nouvelle usine à Waterloo, en Iowa.
En 1912, des modèles à 2 et 3 tonnes à capot sont fabriqués jusqu'en 1919. L'arbre de transmission de configuration classique est installé.
En 1925, une autre usine est inaugurée à Kansas City.
En 1930, nouvelle gamme de camions de 1,5 à 10 tonnes de charge utile, dont une version semi-remorque. La firme commence à construire pour l'industrie minière des camions lourds qui vont devenir sa spécialité.
En 1950, Dart se concentre sur les camions lourds de chantier jusqu'à 150 tonnes, propulsés par des moteurs Caterpillar, Détroit Diesel et Cummins. La gamme comprend des tracteurs. Dans cette gamme de camions lourds, on retrouve le modèle Dart 3100 qui affiche une capacité de charge de 100 tonnes.
En 1958, Paccar achète l'entreprise. En 1984, Terex reprend le contrôle de la marque Dart, qui n'existe plus aujourd'hui.

## Galerie

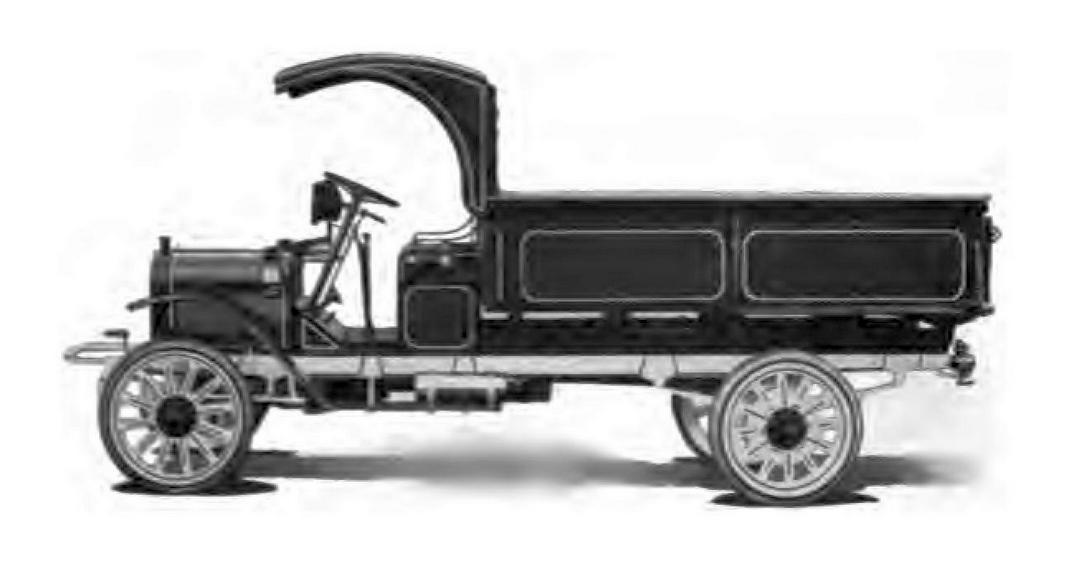
Dart Modèle E, 1916 (1 tonne de charge utile).
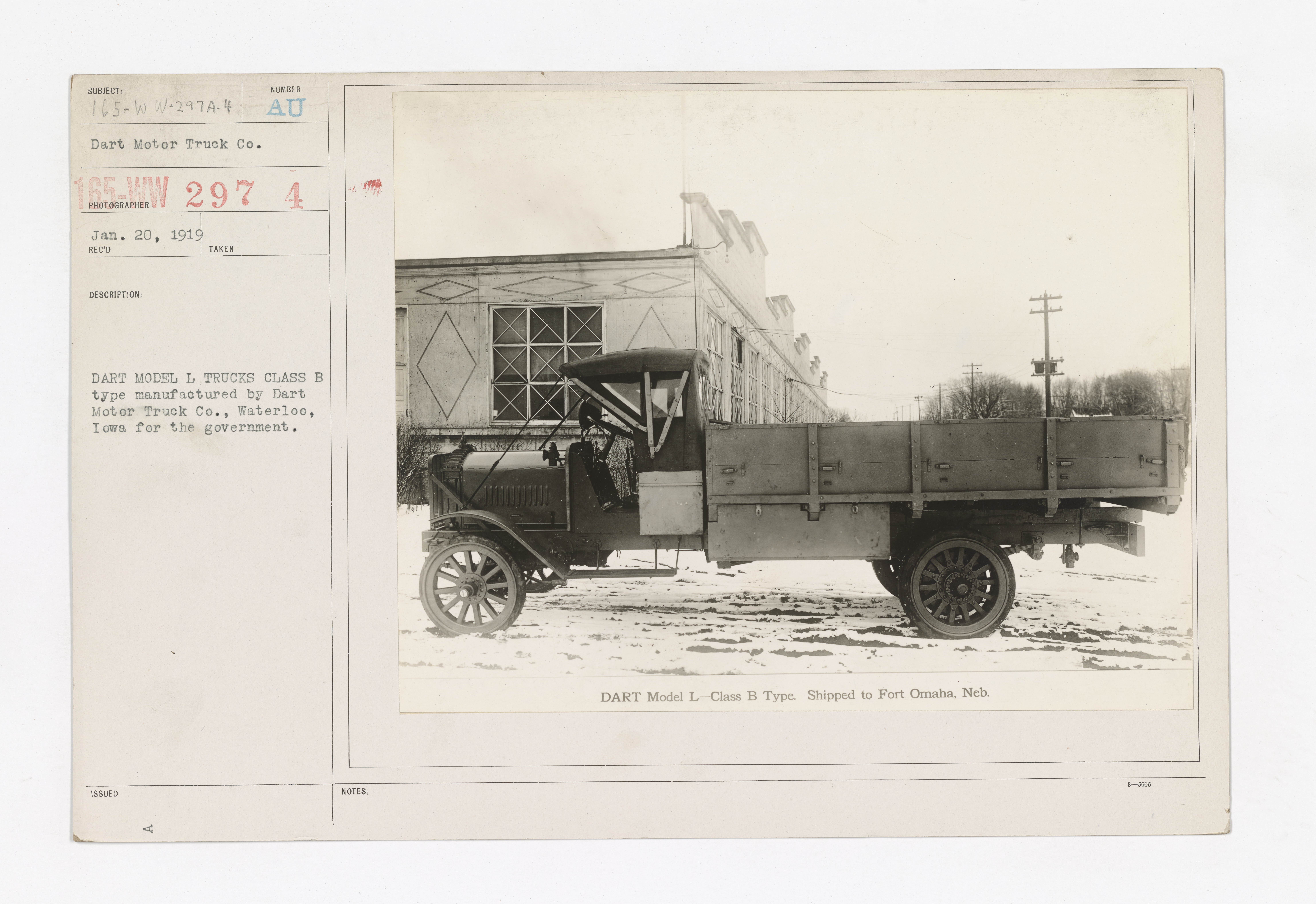
Un Liberty Truck Dart fabriqué à Waterloo en 1917-1918.
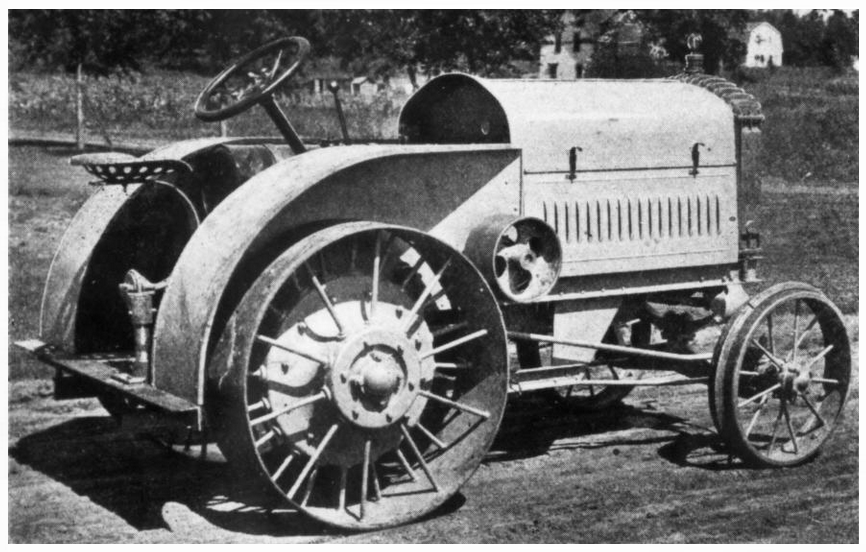
Tracteur agricole Dart Blue J, 1918.
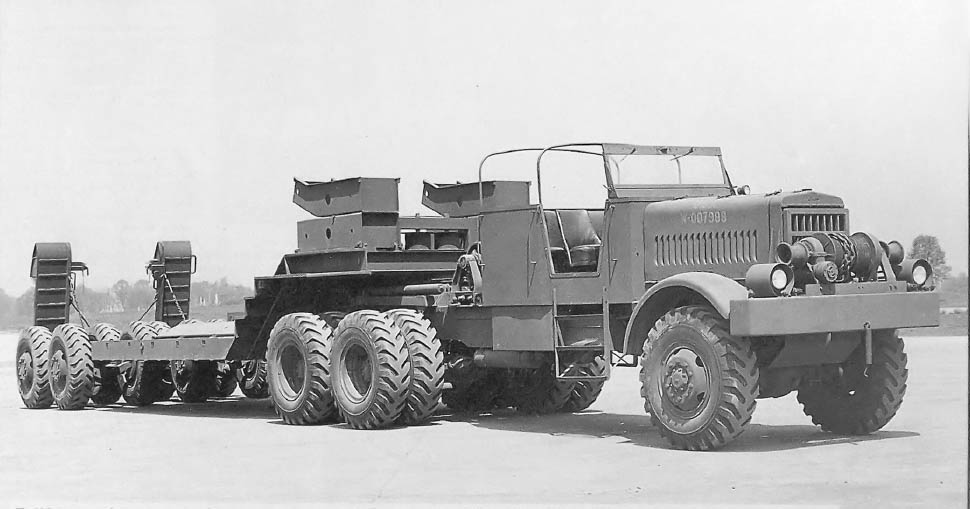
Véhicule de transport de tanks Dart T13 (1942).
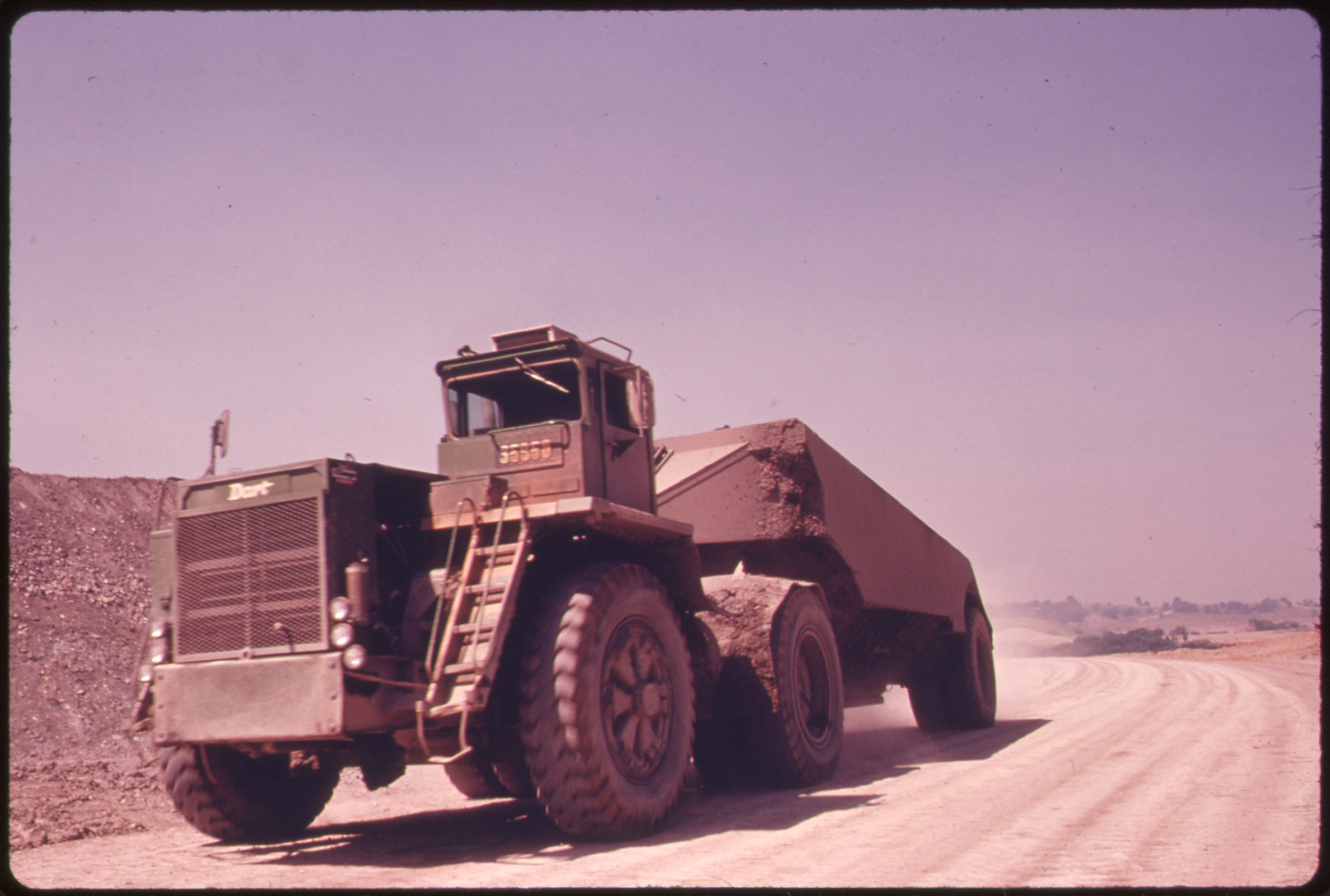
Camion de transport lourd, mine de Chandlersville (en), dans l'Ohio, en 1974.